# Peter Buffett
Peter Andrew Buffett (ur. 4 maja 1958) – amerykański muzyk, kompozytor i producent. Buffett jest drugim synem multimiliardera Warrena Buffetta.

## Życiorys
Buffett rozpoczynał swoją karierę muzyczną na początku lat 80. w San Francisco w Kalifornii. Był producentem albumów lokalnych twórców. Był również angażowany przez agencje reklamowe jako autor spotów reklamowych i czołówek dla MTV i CNN. Agencje angażowały Buffetta również do reklam, m.in. Coca-Coli i innych znaczących firm.
Narada Productions, studio nagrań, głównie specjalizujące się w muzyce new age, podpisuje z Buffettem kontrakt w 1987. Buffett zadebiutował, wypuszczając album The Waiting. Podczas pracy nad drugim albumem, One by One, Buffett przeprowadził się do Milwaukee, bliżej studia Narada Productions, jak również rodzinnego domu z okresu dzieciństwa w Omaha, Nebraska. Buffett wydaje w studiu Narada jeszcze dwa albumy: Lost Frontier i Yonnondio.
Współpracując jeszcze z wytwórnią Narada, Buffett odnosi swój pierwszy znaczący sukces, tworzy muzykę i choreografię do sceny Fire Dance w filmie, Tańczący z wilkami. Muzyka do filmu, skomponowana przez Johna Barry’ego, zdobywa Nagrodę Akademii. Po premierze filmu w 1991 Buffett zostaje powtórnie zaproszony przez Johna Barry’ego do współpracy, tym razem w studio Abbey Road w Londynie. Buffett komponuje dwa utwory do ścieżki filmu The Scarlet Letter.
Po wydaniu albumu Yonnondio, Buffett podpisuje kontrakt z Epic Records, które w 1994 wypuszcza ścieżkę dźwiękową z miniserii 500 Nations stacji CBS. Producentem był Kevin Costner, który także był współproducentem filmu Tańczący z wilkami. Miniserie zdobywają w 1995 Nagrodę Emmy w kategorii Najlepszy Miniserial.
W 1996, Buffett wydaje Star of Wonder, płytę z kolędami, aranżowaną muzyką celtycką w wykonaniu harfisty Kima Robertsona. Buffett bierze ślub z Jennifer w czerwcu 1996. Buffett podpisuje wtedy kontrakt z wytwórnią Hollywood Records, która wydaje jego album Spirit Dance w 1997. W 1999, ścieżka do filmu dokumentalnego Wisconsin: An American Portrait wygrywa Nagrodę Emmy w kategorii Najlepsza Ścieżka Dźwiękowa.
W 1999, Buffett bierze udział w koncercie charytatywnym organizowany przez Jamie i Roberta Redforda. Na koncercie wykonuje wraz z Hawkiem Popem, wodzem plemienia Szanisów przedstawienie. Buffett i Pope decydują o współpracy, i organizują tournée „Spirit”. W 2005 zaktualizowana wersja przedstawienia „Spirit” zostaje zaprezentowana w National Mall podczas otwarcia Smithsonian National Museum of the American Indian.
W 2006, wydał pierwszy album wokalny, Gold Star.

## Dyskografia
- The Waiting, 1987
- One by One, 1989
- Lost Frontier, 1991
- Yonnondio, 1992
- 500 Nations – A Musical Journey, 1994
- Spirit Dance, 1997
- Wisconsin: An American Portrait, 1999
- Triathlon: Through the Eyes of the Elite, 2000
- Songs from an Eastside Attic, 2001
- Ojibwe – We Look In All Directions, 2002
- Spirit – The Seventh Fire, 2005
- Inside Looking Out, 2006
- Gold Star, 2006

## Filmografia
- Dances With Wolves, 1990 (kompozycja sceny „Fire Dance”)
- 500 Nations, 1995 (kompozycja)
- The Scarlet Letter, 1995 (kompozycja)
- Spirit: A Journey in Dance, Drums & Song, 1998 (produkcja)
- Coyotes, 1999 (kompozycja)
- Full Ride, 2002 (kompozycja)
- Spirit – the 7th Fire, 2005 (kompozycja i produkcja)